# Rio Andrada
Rio Andrada är ett vattendrag i Brasilien.   Det ligger i delstaten Paraná, i den södra delen av landet, 1 200 km sydväst om huvudstaden Brasília.
Omgivningarna runt Rio Andrada är en mosaik av jordbruksmark och naturlig växtlighet. Runt Rio Andrada är det glesbefolkat, med 18 invånare per kvadratkilometer.